# Clinteria alexisi
Clinteria alexisi är en skalbaggsart som beskrevs av Franz Antoine 2001. Clinteria alexisi ingår i släktet Clinteria och familjen Cetoniidae. Inga underarter finns listade i Catalogue of Life.